# Idoling!!!
Idoling!!! — японская девичья идол-группа, созданная Fuji TV. В настоящее время в группу входит 25 девушек. Основной источник дохода группы — это ТВ-шоу, которое выходит в эфир несколько раз в неделю (на данный момент уже более 1000 эпизодов). В дополнение к шоу, «Idoling!!!» выпускают альбомы, синглы, и выступают с концертами.

## История
В октябре 2006 года было проведено прослушивание 50-и человек и 9 из них были отобраны в группу.
3 марта 2008 года было объявлено, что проводятся новые прослушивания для набора новых участниц, а затем, 31 марта, на официальном сайте Fuji Television, были выложены фотографии новых участниц, а также их имена и возраст. С присоединением новых членов группа разрослась до 18.
18 января 2009 Руми Коидзуми (№ 2) объявила о своем выходе из Idoling! (отчасти из-за проблем со здоровьем). Вскоре после этого было объявлено, что Саяка Като (№ 1), Мариа Это (№ 4), Мира Такигути (№ 5) и Мишель Мики (# 18) станут выпускниками Idoling! в марте 2009.
Вскоре после выхода этих членов три новых участника были приняты как официальное третье поколение Idoling!!!: Юрика Татибана (№ 19), Ай Окава (№ 20) и Каэдэ Хасимото (№ 21).
1 октября 2009 Idoling! открыла прослушивание для четвёртого поколения, которое дебютировало весной 2010 года, прослушивания начались в феврале 2010 года. Новые члены были объявлены 6 марта.
В апреле 2010 года в группу вошли Рука Курата (№ 22), Юна Ито (№ 23), Манами Номото (№ 24), Каору Гото (№ 25) and Тика Одзима (№ 26).
В феврале 2011 года все участники в первый раз отправились за пределы Японии — на Тайвань. Там они выпустят свой 3-й альбом «SUNRISE». Это будет первый официальный релиз за пределами Японии.
12 апреля 2011 года было объявлено, что Каору Гото (# 25) на шесть месяцев уйдет из Idoling! по семейным обстоятельствам.
В конце апреля 2011 года Idoling! дебютировало в программе «Fuji TV Kara no~!» с ведущей из комедийного дуэта «Untouchable» Ямадзаки.
В конце августа 2011 Каору Гото (#25) вернулась из перерыва и появилась на сцене вместе с группой на Tokyo Idol Festival 2011.
1 октября 2011 Idoling! открыли прослушивание для набора своего пятого поколения, которое дебютировало весной 2012 года. Новые участники были объявлены в феврале.
В октябре 2011 года вышел первый (в плане международном сотрудничества) альбом Smash! с французским диджеем Мартином Сольвейгом. Клип был выпущен в октябре 2011 года. Вскоре после этого Idoling! выпустили видео, где поблагодарили Мартина и выразили желание приехать во Францию.
Через неделю после 11-Live концерта группы, 11 декабря 2011 Эрика Ядзава (#7) и Фонгтьи (#8) объявили о их выходе из группы, чтобы продолжить карьеру самостоятельно.
2 марта 2012 года было представлено новое, пятое поколение участников: Куруми Такахаси (#27), Карэн Исида (#28), Раму Тамагава (#29), и Рэйа Киёку (#30).
17 апреля 2012 Fuji TV объявил о партнёрстве с YouTube, после чего был открыт официальный канал группы. Во время пресс-конференции, Idoling! приветствовали на 15 языках.
30 мая 2012 Судузка Морита официально выпустилась из Idoling!. Выпускной концерт состоялся в тот же день на Zepp DiverCity Токио.
3 июня 2012 года, Idoling! начали первое турне под названием "Hatsu da!Tour da!!Zepp-ng!!!" (яп. ??!????!!Zepp??!!! Hatsu da!Tsua da!!Zeppunggu!!!, "First! Tour!! Zepp!!!").
5 августа 2012 года Idoling! объявила о своём 12-м Live концерте, который состоялся в NHK Hall 25 ноября. 10 августа 2012 года, Idoling! выпустили свой девятисотый эпизод их ТВ-шоу на Fuji TV ONE.

## Участники

### 1-е Поколение: 2006(# 01 — 09)
| No | Имя                     | Цветок       | Агентство       |
| -- | ----------------------- | ------------ | --------------- |
| 3  | Май Эндо (Второй лидер) | Камелия      | Box Corporation |
| 6  | Эрика Тоноока           | Подсолнечник | Box Corporation |
| 9  | Рурика Ёкояма           | Лилия        | Production Ogi  |

### 2-е Поколение: 2008(# 10 — 18)
| No | Имя           | Цветок                | Агентство                  |
| -- | ------------- | --------------------- | -------------------------- |
| 12 | Юи            | Душистый горошек      | Production ogi             |
| 13 | Сэрина Нагано | Космос (растение)     | Box Corporation            |
| 14 | Хитоми Сакаи  | Виола (растение)      | SMA Entertainment Inc.     |
| 15 | Нао Асахи     | Ипомея (Фарбитис) нил | Vision Factory             |
| 16 | Ами Кикути    | Анемон                | LesPros Entertainment inc. |
| 17 | Хитоми Миякэ  | Орхидея               | Biscuit Entertainment      |

### 3-е поколение: 2009(# 19 — 21)
| No | Имя            | Цветок    | Агентство                  |
| -- | -------------- | --------- | -------------------------- |
| 19 | Юрика Татибана | Гипсофила | Avex Management            |
| 20 | Аи Окава       | Роза      | LesPros Entertainment inc. |
| 21 | Каэдэ Хасимото | Ландыш    | Biscuit Entertainment      |

### 4-е поколение: 2010(# 22 — 26)
| No | Имя           | Цветок               | Агентство       |
| -- | ------------- | -------------------- | --------------- |
| 22 | Рука Курата   | Гербера              | Avex Management |
| 23 | Юна Ито       | Ромашка              | Box Corporation |
| 24 | Манами Номото | Незабудка            | Horipro Osaka   |
| 25 | Каору Гото    | Кувшинка             | Horipro         |
| 26 | Тика Одзима   | Oenothera tetraptera | Horipro         |

### 5-е поколение: 2012(# 27 — 30)
| No | Имя             | Цветок | Агентство             |
| -- | --------------- | ------ | --------------------- |
| 27 | Куруми Такахаси |        | Biscuit Entertainment |
| 28 | Карэн Исида     |        | Box Corporation       |
| 29 | Раму Тамагава   |        | Biscuit Entertainment |
| 30 | Рэйа Киёку      |        | Production Ogi        |

## Бывшие члены
| No | Имя                                | Цветок         | Агентство              | Время участия  |
| -- | ---------------------------------- | -------------- | ---------------------- | -------------- |
| 10 | Майа Кобаяси                       | Лаванда        | Fit-One                | (Май 2008)     |
| 2  | Руми Коидзуми                      | Одуванчик      | Biscuit Entertainment  | (Январь 2009)  |
| 1  | Саяка Като (Первый лидер)          | Вишня          | Fit-One                | (Март 2009)    |
| 4  | Мариа Это                          | Сереброцветник | Shochiku Geino         | (Март 2009)    |
| 5  | Мира Такигути                      | Анютины глазки | Horipro Osaka          | (Март 2009)    |
| 18 | Мишель Мики                        | Бархатцы       | Elite Japan            | (Март 2009)    |
| 7  | Эрика Ядзава                       | Тюльпан        | Horipro                | (Декабрь 2011) |
| 8  | Фонгтьи                            | Гиби́скус       | SMA Entertainment Inc. | (Декабрь 2011) |
| 11 | Судзука Морита (яп. Morita Suzuka) | Рапс           | Horipro Osaka          | (Май 2012)     |

## Ведущие
- Baka-rhythm (Хидэтомо Масуно) (MC)
- Саяка Моримото (Fuji TV announcer)
- Майко Сайто (Fuji TV announcer)
- Сара Хосогай (Fuji TV announcer)
- Юрика Мита (Fuji TV announcer)

## Дискография

### Синглы
- 2007.07.11 — «Ganbare Otome (Warai) / Friend»
- 2008.01.23 — "Snow Celebration / Moteki no Uta" (яп. Snow celebration/モテ期のうた)
- 2008.07.16 — «Kokuhaku»
- 2008.11.19 — «Shokugyo: Idol»
- 2008.12.17 — "Hannin wa Anata Desu / Nagara" (яп. 犯人はあなたです♥/NA・GA・RA, "You're a Criminal" / "While Doing")
- 2009.01.07 — "Beta na Shitsuren (Shibuya ni Furu Yuki) / Haruka Naru Virgin Road" (яп. ベタな失恋〜渋谷に降る雪〜/遥かなるバージンロード)
- 2009.04.29 — «baby blue»
- 2009.07.22 — «Mujoken Kofuku»
- 2009.12.01 — "Te no Hira no Yuki" (яп. 手のひらの勇気, "Courage in the Palm of the Hand")
- 2009.12.15 — "Love Magic Fever" (яп. ラブマジック♡フィーバー Rabu Majikku Fībā)
- 2010.01.27 — "S.O.W Sense of Wonder" (яп. S.O.W. センスオブワンダー S.O.W Sensu Obu Wanda)
- 2010.06.09 — "Me ni wa Aoba, Yama Hototogisu, Hatsukoi" (яп. 目には青葉 山ホトトギス 初恋, "Sight of Aoba, Mountain Cuckoo, First Love")
- 2010.08.04 — "Poolside Daisakusen" (яп. プールサイド大作戦 Purusaido Daisakusen, "Battle of the Poolside")
- 2010.11.23 — «eve»
- 2011.03.02 — «Yarakai Heart»
- 2011.07.27 — «Don't think. Feel !!!»
- 2012.01.18 — «MAMORE!!!»
- 2012.08.08 — «One Up!!!/Ichigo Gyunyu»

### В сотрудничестве
- 2007.09.26 — "Ponkikki Medley 2007" (яп. ポンキッキメドレー2007) (Gachapin ?Mukku & Idoling!!!)
- 2009.04.01 — "Chu Shiyoze!" (яп. チューしようぜ!) (AKB Idoling!!!) (AKB48 & Idoling!!!)
- 2009.08.05 — "Shojo Fuantei" (with Ichiro Ito from Every Little Thing)
- 2011.10.24 — «Big In Japan» (Martin Solveig feat. Dragonette and Idoling!!!)

### Альбомы
- 2008.02.27 — Daiji na Mono
- 2009.08.19 — Petit-Petit
- 2010.03.03 — SUNRISE
- 2011.02.11 — Sunrise (Taiwan Edition)
- 2011.03.16 — SISTERS

## Видеография

### Концертные выступления
- 2008.06.18 — Idoling!!! 1st Live «Motto Ganbare Otome(Warai)»
- 2008.06.18 — Idoling!!! 2nd Live «Daiji na Mono»
- 2008.10.31 — Idoling!!! in Bouken’ou Final ~uRa no Ura Made Micchaku ng!!!~
- 2009.01.14 — Idoling!!! 3rd Live «Kimeru Nara Kono Natsussung!!!»
- 2009.06.24 — Idoling!!! 4th Live «Nanika ga Okoru Yokan ga…ng!!!»
- 2009.07.01 — Idoling!!! Sotsugyou Live ~Aratanaru Tabidaching!!!~
- 2009.10.21 — Idoling!!! in Odaiba Gasshuukoku ~uRa no Ura Made Micchakung!!!~
- 2009.12.25 — Idoling!!! Hachitama Live '09 SPRING
- 2010.04.21 — Idoling!!! 6th Live «Ya!O!ng!!!»
- 2010.05.19 — Idoling!!! Hachitama Live Autumn to Christmas
- 2010.07.07 — Idoling!!! 7th Live «Jinsei=Shugyounaring!!!»
- 2010.09.01 — Idoling!!! Hachitama Live '10 Winter & Audition
- 2010.11.17 — Idoling!!! 8th Live «Kono Kimochi wa Sou da Are da Koinandeshou ng!!!»
- 2010.12.22 — Idoling!!!?YGA Shinahachi Live in Shinagawa Yoshimoto Prince Theater & Osaka NGK
- 2011.02.09 — TOKYO IDOL FESTIVAL 2010
- 2011.05.18 — Idoling!!! 9th Live «Bonnou no Kazu dake Ai ga Aru! Oshougatsu eve ng!!!»
- 2011.11.16 — Idoling!!! 10th Live «Kangaeruna. Kanjirou! GO AHEADng!!!»
- 2012.01.27 — TOKYO IDOL FESTIVAL 2011 Eco&Smile feat. Idoling!!!
- 2012.06.06 — Idoling!!! 11th Live «Meccha Chikaizo! Big Egg ng!!!» (Blu-ray)

### Gravure DVD
- 2009.11.18 — Idoling!!! in Okinawa Manza Beach ~Gravure Idol no DVDtte Koko Made Yaranainjya…ng!!!~
- 2009.02.04 — Idoling!!! in Ishigakijima ~Gravure Idol no DVDppokushitemimashita ng!!!
- 2009.03.18 — Idoling!!! in Ishigakijima ~Idolppokunai uRa no Bubun mo Misechau ng!!!~
- 2009.11.18 — Idoling!!! in Okinawa Manza Beach ~Gravure Idol no DVDtte Kokomade Yaranainjya…ng!!!~
- 2010.02.17 — Idoling!!! in Okinawa Manza Beach ~Idolppokunai uRa no Bubun Made Mata Mata Misechau ng!!!~
- 2010.10.13 — Idoling!!! in Okinawa Manza Beach 2010 Gravure Idol no DVDppoidesukedo Karada wo Hatte Yattemasu ng!!!
- 2010.12.01 — Idoling!!! in Okinawa Manza Beach 2010 Natsu ~Idolppokunai uRa no Ura no Ura Made Misechau ng!!! URAHHH!~
- 2011.12.21 — Guam Idoling!!! Gravure Idol no DVDppoku Guam Battemasu Guam dake ni ng!!!
- 2012.02.24 — Guam Idoling!!! Idolppokunai uRa no Ura mo Mada Mada Guam Batte Misechau! Guam dake ni ng!!!

### Видеосборники
- 2009.03.18 — Idoling!!! MUSIC VIDEO COLLECTION 2007—2009 Soko Soko Tamattande Dashichaimasu ng!!!
- 2011.09.21 — Idoling!!! Music Video Collection 2 2009—2011

### Limited Release DVD
- 2008.07.28 Odaiba Bouken’ou Final Limited Edition Idoling!!! no Natsu Yasuming!!! ~Asa kara Hiru Hen~
- 2008.07.28 Odaiba Bouken’ou Final Limited Edition Idoling!!! no Natsu Yasuming!!! ~Hiru kara Yoru Hen~
- 2009.07.27 Odaiba Gasshuukoku Limited Edition Idoling!!! no Natsu Yasuming!!! 2009 Part1
- 2009.07.27 Odaiba Gasshuukoku Limited Edition Idoling!!! no Natsu Yasuming!!! 2009 Part2
- 2009.08.11 Odaiba Gasshuukoku Limited Edition Idoling!!! no Natsu Yasuming!!! 2009 Part3 Kyoufu no Jitsuwa Kaidan…Idoling Mimi Fukuro!!! Kore wa Gachi desu.
- 2009.08.11 Odaiba Gasshuukoku Limited Edition Idoling!!! no Natsu Yasuming!!! 2009 Part4 Kyoufu no Jitsuwa Kaidan…Idoling Mimi Fukuro!!! Kore wa Gachi desu.
- 2010.07.17 Odaiba Gasshuukoku Limited Edition Idoling!!! no Natsu Yasuming!!! 2010 Part1
- 2010.07.17 Odaiba Gasshuukoku Limited Edition Idoling!!! no Natsu Yasuming!!! 2010 Part2
- 2010.08.14 Odaiba Gasshuukoku Limited Edition Idoling!!! no Natsu Yasuming!!! 2010 Part3 Maji Naki Member Zokushutsu… Idoling!!! Kimodameshing!!!
- 2010.08.14 Odaiba Gasshuukoku Limited Edition Idoling!!! no Natsu Yasuming!!! 2010 Part4 Kyoufu no Jitsuwa Kaidan…Idoling Mimi Fukuro!!! Kore wa Gachi desu.
- 2011.07.17 Odaiba Gasshuukoku Limited Edition Idoling!!! no Natsu Yasuming!!! 2011 Part1
- 2011.07.17 Odaiba Gasshuukoku Limited Edition Idoling!!! no Natsu Yasuming!!! 2011 Part2
- 2011.08.15 Odaiba Gasshuukoku Limited Edition Idoling!!! no Natsu Yasuming!!! 2011 Part3 Honki de Yarimasu… Idoling!!! Hyaku Monogatari!!! & Tokunatsu Island Basket Hen
- 2011.08.15 Odaiba Gasshuukoku Limited Edition Idoling!!! no Natsu Yasuming!!! 2011 Part4 Honki de Yarimasu… Idoling!!! Hyaku Monogatari!!! Sono Ni & Tokunatsu Island Mattari Talk Hen
- 2012.07.21 Odaiba Gasshuukoku Limited Edition Idoling!!! no Natsu Yasuming!!! 2012 Part1
- 2012.07.21 Odaiba Gasshuukoku Limited Edition Idoling!!! no Natsu Yasuming!!! 2012 Part2

### Прочее
- 2010.03.24 — Yoshimoto Prince Theater Opening Kinen Live 6DAYS «Ninki Geinin vs Idol»
- 2010.03.24 — Yoshimoto Prince Theater Opening Kinen Live 6DAYS «Yoshimoto Shin Kigeki with Idol»
- 2011.07.20 — Fushigi no Kuni no Idoling!!! ~Sunda Hitomi de Itai Kara~

### Blu-ray
- 2010.12.24 — Idoling!!! 3Dng de Blu-rayng!!!
- 2011.09.21 — Idoling!!! Music Video Collection 2 2009—2011
- 2012.07.18 — Guam Idoling!!! 3D de Tobideruyouni Guam Battemasu Guam Dakeni-ng!!!